# Cité des Nations Unies
La Cité des Nations unies, en danois Forenede Nationer Byen ou FN Byen, est un centre situé à Copenhague et abritant, comme son nom l'indique, des institutions de l'Organisation des Nations unies. Il est divisé en deux sites : le principal est le campus 1, situé sur le Marmormolen. Il s'agit d'un bâtiment de bureaux où travaillent environ mille six cents personnes. Le second, le centre mondial d'approvisionnement et de logistique de l'UNICEF, est un entrepôt logistique situé plus au nord, toujours sur le port de Copenhague.

## Histoire

### Contexte
La construction de la Cité des Nations unies s'inscrit dans un double projet urbain du début des années 2000. D'une part, à cette date, la municipalité de Copenhague souhaite reconquérir les zones portuaires intérieures ; en parallèle, l'Organisation des Nations unies souhaite rationaliser ses infrastructures, regrouper toutes ses activités et travailler au sein d'un bâtiment plus vertueux.

### Site

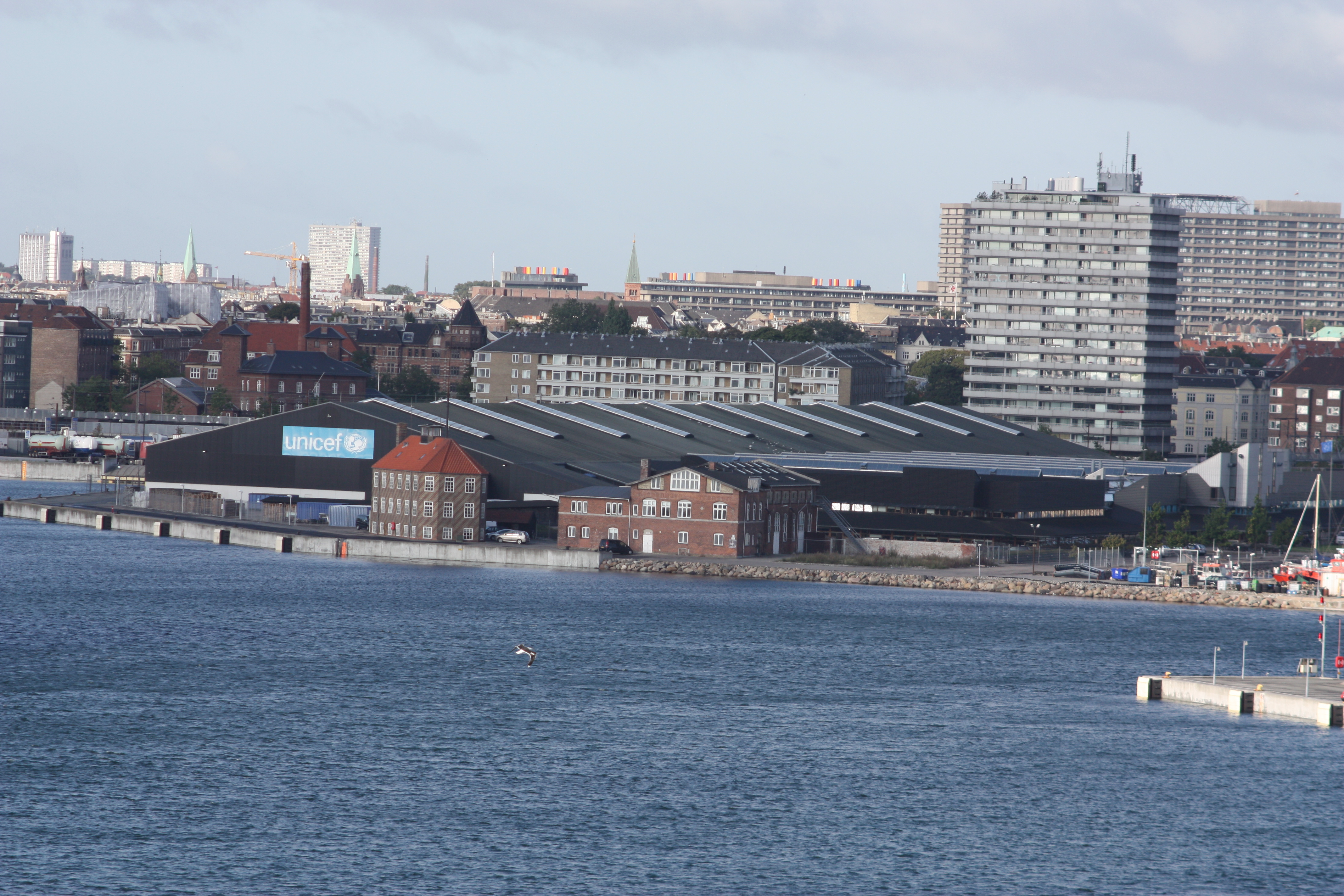
Le site de Marmormolen avant la restructuration urbaine. L'entrepôt de l'UNICEF y est visible sur le quai.

Plusieurs sites sont étudiés, mais c'est celui de Marmormolen, à proximité immédiate de l'entrepôt mondial de l'UNICEF construit en 1983, qui est retenu. Le propriétaire du site est l'entreprise By & Havn (da). L'entrepôt lui-même, désormais sous-dimensionné par rapport aux besoins, doit être détruit dès l'achèvement du nouvel équipement, le centre mondial d'approvisionnement et de logistique de l'UNICEF, dont le nouveau site se trouve dans la zone industrialo-portuaire, environ à un kilomètre au nord-est.

### Conception
Le cabinet d'architecture retenu est 3XN et le bureau d'études techniques Leif Hansen Consulting Engineers, qui devient par la suite Orbicon (en), racheté en 2020 par WSP Global. L'analyse des besoins est menée conjointement pas les deux entreprises, à travers l'étude de plus de mille questionnaires distribués, portant sur les demandes détaillées des futurs utilisateurs. Un dialogue multipartite est engagé entre les concepteurs, le propriétaire et les Nations unies.
Le projet initial est un bâtiment en forme d'accordéon, mais le client refuse cette proposition. Vient ensuite le projet d'un bâtiment en forme d'étoile à huit branches, qui correspond aux attentes des Nations unies : un centre unificateur, montrant l'unité de la structure, et des fonctions bien identifiées dans des domaines variés. Les pointes en forme d'étrave qui terminent chacune des branches font également référence aux bateaux du port. La possibilité est également laissée au bâtiment d'être modulaire par phase, c'est-à-dire de n'être construit initialement qu'avec cinq branches, en laissant la possibilité de rajouter jusqu'à trois branches ultérieurement,.
Pour des raisons de sécurité, l'ONU demande que son bâtiment soit entouré d'eau. En outre, la commande des Nations unies en matière énergétique est la production d'un bâtiment de classe énergétique 1, c'est-à-dire consommant moins de 50 kWh/m²/an.

### Chantier

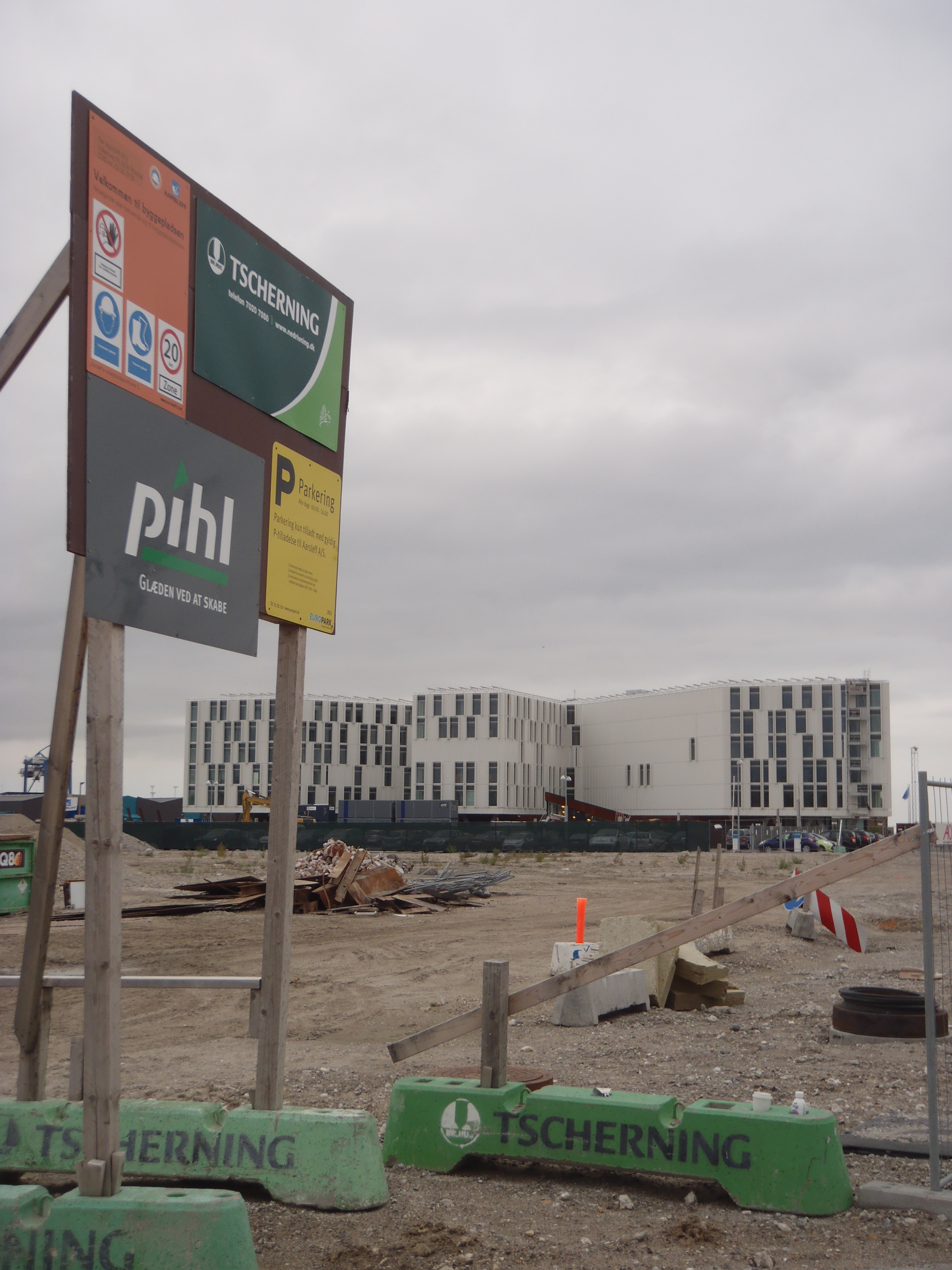
Le bâtiment en phase d'achèvement.

Le schéma directeur de la zone, proposé par 3XN, est adopté en décembre 2009 par la municipalité. Dans la foulée, les premières jetées du port sont démolies dans les premiers mois de l'année suivante. Le 15 avril 2010, Frank Jensen, bourgmestre de Copenhague, pose la première pierre du nouveau quartier. Le 9 novembre de la même année, Søren Pind, alors ministre du développement, et Jens Kramer Mikkelsen (da), PDG de By & Havn, lancent les travaux de la Cité.
Le chantier est prévu pour durer trois ans et les délais sont tenus. Après la visite du Secrétaire général des Nations unies Ban Ki-moon en octobre 2011, le gouvernement danois décide de porter directement le nombre de branches de l'étoile de cinq à huit, la surface totale du bâtiment étant portée de 28 000 à 45 000 mètres carrés environ.
À la fin de l'année 2012, l'ONU réceptionne les travaux pour les cinq branches constituant la première phase et, le 4 juillet 2013, le bâtiment est inauguré ; la deuxième phase est réceptionnée le 1er janvier 2014.

## Bâtiment

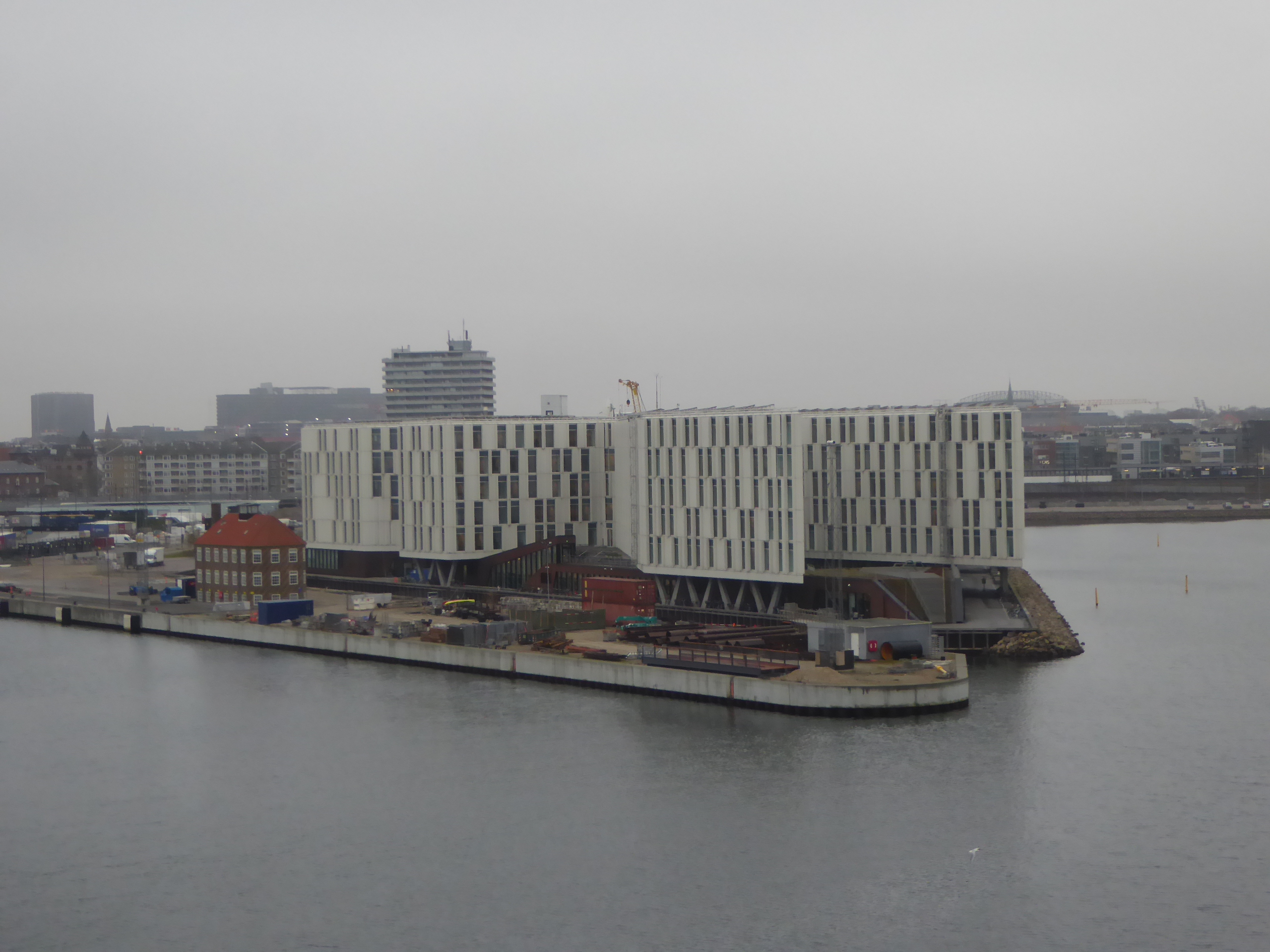
Le bâtiment en novembre 2016.

La performance énergétique du bâtiment lui permet de s'approcher de la neutralité carbone, sans toutefois l'atteindre. Une des caractéristiques les plus visibles de sa performance est la présence de volets brise-soleil en aluminium blanc, s'ouvrant et se fermant automatiquement en fonction de la luminosité, ce qui donne un caractère changeant à la façade.
Par rapport aux immeubles qui lui sont comparables, la Cité des Nations unies consomme 55 % d'énergie en moins. Ces performances sont obtenues par l'isolation, mais également par un système de free cooling utilisant l'eau de mer pour climatiser le bâtiment, par l'exploitation d'une centrale photovoltaïque comptant mille quatre cents panneaux en toiture. En outre, l'eau potable est remplacée par l'eau pluviale pour le fonctionnement des toilettes, la collecte en toiture permettant d'accumuler annuellement trois mille mètres cubes,.
L'atrium central est la partie la plus travaillée, dont le centre est occupé par un escalier noir à finition miroir, qui contraste avec les lignes blanches et le bois clair utilisés dans le reste du bâtiment,.

## Institutions
Mille six cents personnes travaillent dans le Campus 1, représentant un peu plus de cent nationalités, réparties en onze agences différentes, notamment l'Organisation mondiale de la santé, le Programme alimentaire mondial et l'UNICEF,,.